# ボリック男爵
ボリック男爵(英:Baron Borwick)はイギリスの男爵、貴族。連合王国貴族爵位。

## 歴史
製粉メーカーを経営する実業家で、ロンドン治安判事を務めたサー・ロバート・ハドソン・ボリック(1845–1936)が1916年にランカスター州イーデン・レイシーの准男爵(Baronet, of Eden Lacy in the County of Lancaster)に、ついで1922年に、第一次世界大戦時に傷病兵への食糧供給に功ありとのことで、ランカスター州ホークスヘッドのボリック男爵(Baron Borwick of Hawkshead in the County of Lancaster)に叙された。
爵位は初代男爵の長男からその弟へと継承されて、さらにその息子が4代男爵を襲った。その後は彼の甥が5代男爵を継承した。
なお、5代男爵は1999年の貴族院法制定以降も、貴族院に籍を置く92人の世襲貴族の一人である。

## 当主の保有爵位/准男爵位
現当主第5代ボリック男爵ジョフリー・ロバート・ジェイムズ・ボリックは以下の爵位を保持する。
- ランカスター州ホークスヘッドのボリック男爵(Baron Borwick of Hawkshead in the County of Lancaster)
(1922年7月20日の勅許状による連合王国貴族爵位)

- (ランカスター州イーデン・レイシーの)准男爵(Baronet, of Eden Lacy in the County of Lancaster)
(1916年7月1日の勅許状による連合王国准男爵位)

## ボリック男爵(1922)
- 初代ボリック男爵ロバート・ハドソン・ボリック（英語版） (1845–1936)
- 第2代ボリック男爵ジョージ・ボリック(1880–1941)
- 第3代ボリック男爵ロバート・ジョフリー・ボリック (1886–1961)
- 第4代ボリック男爵ジェイムズ・ヒュー・マイルズ・ボリック(1917–2007)
- 第5代ボリック男爵ジョフリー・ロバート・ジェイムズ・ボリック（英語版）(1955-)

法定推定相続人は現当主の息子であるエドウィン・デニス・ウィリアム・ボリック(1984-)。